# Annual Review of Earth and Planetary Sciences
Annual Review of Earth and Planetary Sciences — американский научный журнал, печатающий обзорные статьи по проблемам геологии, геофизики и всестороннему исследованию планеты Земли и её атмосферы, климата и геодинамики, происхождения Солнечной системы. Основан в 1973 году.
Шеф-редакторы — Katherine H. Freeman (Университет штата Пенсильвания) и Raymond Jeanloz (Калифорнийский университет в Беркли).
По данным Journal Citation Reports, журнал имел импакт-фактор равный 10,188.
В 2009 году вышел 37-й том.

## ISSN
ISSN 15454495